# Puentes históricos de Romblón
Los puentes históricos de Romblón (en filipino: Mga Makasaysayang Tulay ng Romblon) son un grupo de puentes que se construyeron durante la época colonial española y estadounidense sobre el río Casalogan en la ciudad de Romblón, Romblón en Filipinas. En marzo de 2013, estos puentes fueron declarados Tesoro Cultural Nacional por el Gobierno de Filipinas y fueron colocados bajo la protección y conservación del Museo Nacional de Filipinas.

## Historia

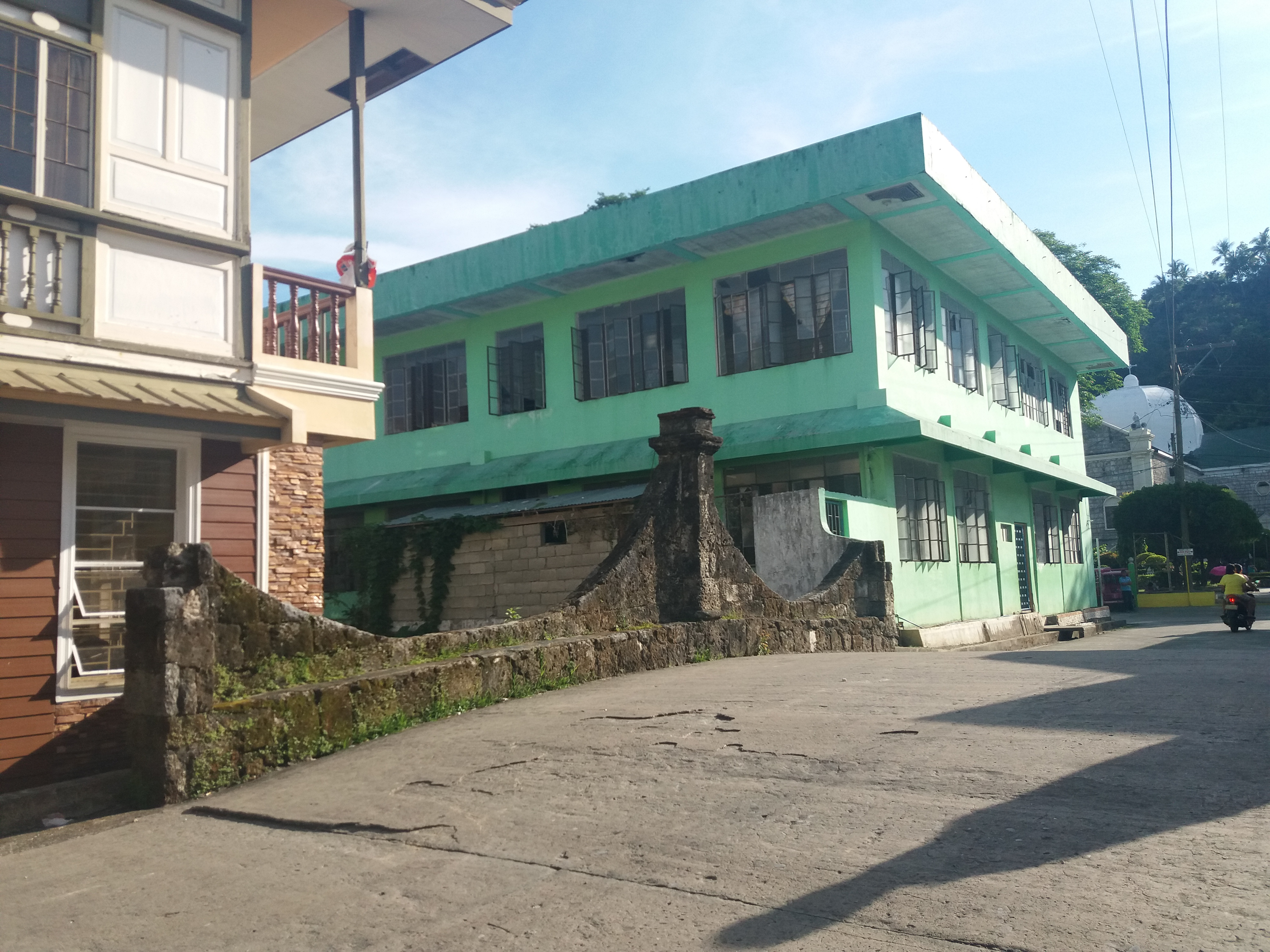
Puente de Romblón, uno de los puentes de Romblón construido en la década de 1860 durante la época colonial española.

La ciudad de Romblón, que es también la capital de la provincia de Romblón, se encuentra en la isla de Romblón, entre la isla Tablas y la de Sibuyan. Situada en un pequeño valle rodeado de varias colinas, la ciudad está atravesada por el río Casalogan, que desemboca en el puerto de la ciudad. Fue en este valle donde los colonizadores españoles establecieron el primer asentamiento permanente en la isla en 1571.
A medida que la población de la ciudad crecía en las décadas siguientes, las autoridades coloniales españolas ampliaron el asentamiento hacia el interior, hacia el nacimiento del río Casalogán, por lo que se construyeron casas y estructuras a lo largo de las orillas del río. Para facilitar la circulación de personas y mercancías por el asentamiento, las autoridades coloniales españolas encargaron la construcción de varios puentes sobre el río durante la década de 1860. Utilizando mano de obra local y materiales como la piedra caliza y la piedra de coral, construyeron tres puentes sobre el río que eran paralelos entre sí: Puente de Río Casalogán, Puente de Belén y Puente de Romblón.
Cuando los estadounidenses anexaron Filipinas en 1898, el gobierno colonial estadounidense estableció un gobierno civil en la isla el 16 de marzo de 1901. Durante este período, se construyeron dos puentes adicionales sobre el río. Puente Progreso, construido sobre el arroyo Basiao (un afluente del río Casalogan), se completó el 27 de octubre de 1925 durante la administración del gobernador Inocencio Gonzales, mientras que el Puente de la Paz se completó el 23 de julio de 1934 durante la administración del gobernador José Pérez. Ambos puentes se construyeron con hormigón.

## Puentes

### Puentes de la era española
- Puente de Belén - Situado a lo largo de la calle P. Mayor en el Barangay I, cerca de la fuente Traída de Aguas y del Antiguo Edificio Municipal. Construido en la década de 1860, el puente tiene dos arcos que se apoyan en tres estribos. Sus parapetos presentan remates en cuña hechos de ladrillos pero con dos bancos de piedra a cada lado integrados en la estructura.[1]
- Puente de Río Casalogan - Ubicado a lo largo de la calle Rizal en Barangay IV, entre su intersección con las calles Basina y Méndez. Es el más alto de los puentes coloniales españoles y el más cercano al nacimiento del río Casalogan. Construido durante la década de 1860, el puente tiene dos arcos sobre tres estribos. Los parapetos a ambos lados del puente están compuestos por un remate en forma de cuña de piedra pero sin adornos.[1]
- Puente de Romblón: Se encuentra en la calle Bagong Lipunan, en el Barangay I, junto a la escuela Romblón West Central y cerca de la plaza del pueblo. Construido en la década de 1860, el puente tiene dos arcos que se apoyan en tres estribos. Sus parapetos se diferencian significativamente del Puente de Belén y del Puente de Río Casalogan, ya que presenta parapetos curvados sostenidos por dos pequeñas columnas en cada extremo y una columna más alta y decorada en el centro.[1]

### Puentes de la era americana
- Puente Progreso - Situado a lo largo de la calle Quezón en el Barangay III, entre su intersección con las calles Sampaguita y F. Moreno Sr. Se construyó sobre el arroyo Basiao, un afluente del río Casalogan, y se terminó de construir el 27 de octubre de 1925. El puente de 4,56 metros es de hormigón y se encuentra en un estado regular a partir de 2019, según el Departamento de Obras Públicas y Carreteras (DWPH)(DWPH).[1][2][3]
- Puente de la Paz - Ubicado en la calle Fetalvero en Barangay I, al lado del Mercado Público de Romblón. Los 5,75 metros (19 pies) se completó el 23 de julio de 1934 y se hizo de hormigón. También se le conoce como Puente de Fetalvero en honor al exgobernador, Juan Fetalvero, de quien la calle lleva el nombre. El puente está en malas condiciones a partir de 2019 según el DPWH.[1][2][3]

## Propiedad Cultural Importante
El 19 de marzo de 2013, el Museo Nacional de Filipinas declaró los Puentes Históricos de Romblón como Bienes Culturales Importantes (Categoría II), al tener ya más de 50 años de antigüedad. La declaración pone los puentes bajo la protección y preservación del gobierno filipino a través del Museo Nacional de Filipinas en virtud de la Ley de Patrimonio Cultural Nacional de 2009